# Тамбовський обласний краєзнавчий музей
Тамбовський обласний краєзнавчий музей — музей в Тамбові, заснований 24 грудня 1879 року. Музей розташовується на вулиці Державинській в колишньому Будинку політичної освіти, яке є пам'яткою архітектури. Фонди музею налічують 112 693 одиниці зберігання, серед них колекція російської друкованої гравюри XVIII—XIX ст., колекція китайських і голландських декоративних ваз другої половини XVIII—XIX ст., палеонтологічна колекція безхребетних тварин і колекція гірських порід, що складають осадовий чохол. Музей відвідує близько 57 тис. чоловік в рік.

## Історія

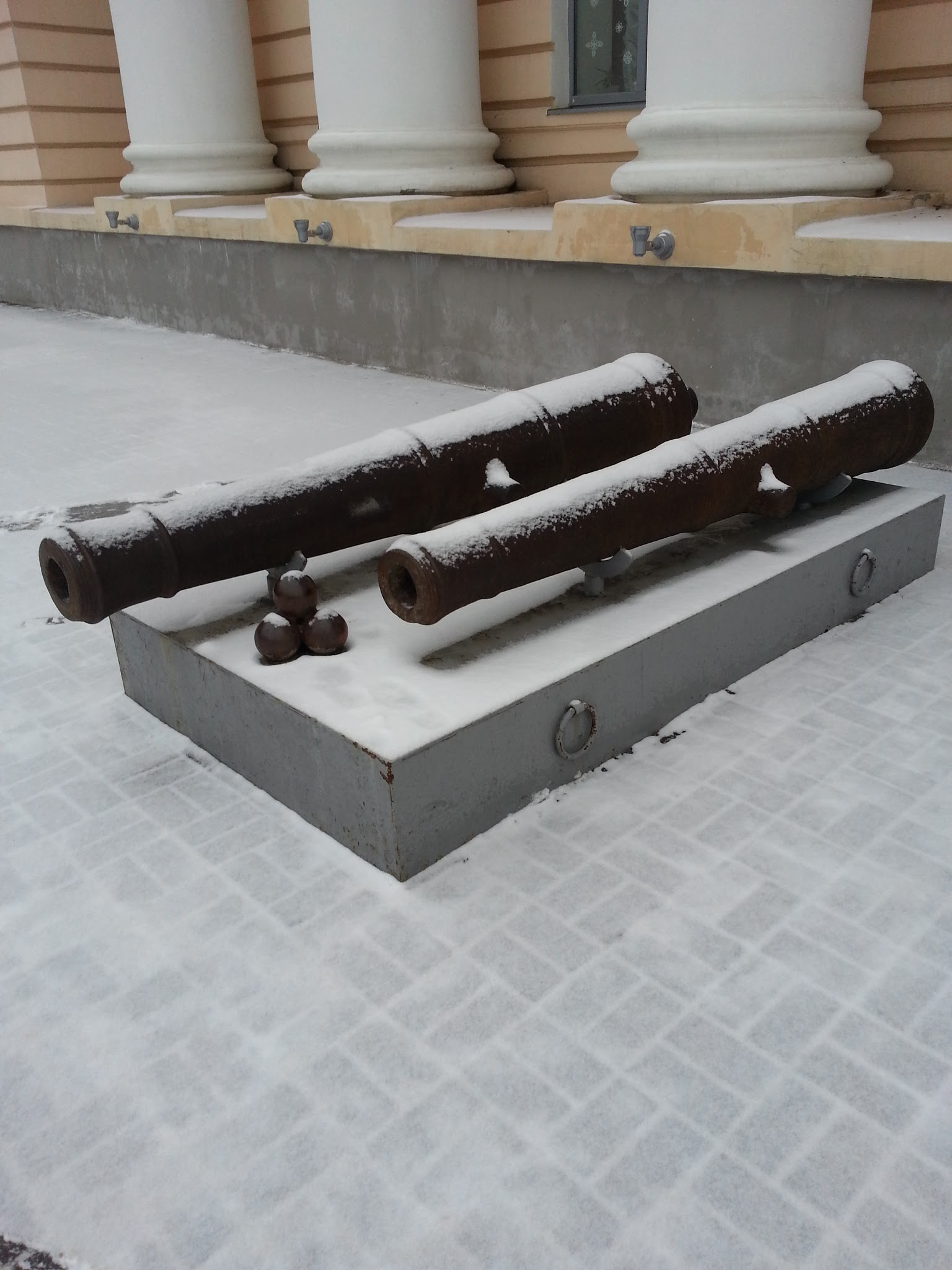
Старовинні гармати біля будівлі музею

Тамбовський губернський музей, що став згодом Тамбовським обласним краєзнавчим музеєм, був заснований 24 грудня 1879 році до сторіччя Тамбовського намісництва. У 1884 році він був переданий у відання Тамбовської вченої архівної комісії (ТВАК), а в період з 1918 по 1922 рік до його складу увійшли музей при ТВАК, Тамбовський міський музей, Пересувний музей наочних посібників ім. А. Ф. Бунакова і Художній музей.
Після утворення Тамбовської області у жовтні 1937 року музей отримав статус Тамбовського обласного краєзнавчого музею. З 1929 по 1994 роки музей розміщувався в будівлі Спасо-Преображенського кафедрального собору. З 1994 року краєзнавчий музей знаходиться в колишньому Будинку політичної освіти.